# Kingsley Holt
Kingsley Holt är en by i Staffordshire i England. Byn är belägen 15 km 
från Uttoxeter. Orten har 595 invånare (2016).